# Burke (Dakota Południowa)
Burke – miasto w Stanach Zjednoczonych, w stanie Dakota Południowa, siedziba administracyjna hrabstwa Gregory.